# Teatro Eretenio
Il Teatro Eretenio fu il più grande teatro di Vicenza, prima della costruzione del Teatro Verdi. Venne distrutto da un bombardamento aereo angloamericano, avvenuto la sera del 2 aprile 1944, nel corso della seconda guerra mondiale, assieme al Verdi.

## Storia
Inizialmente chiamato Teatro Nuovo, fu fondato da Alvise Trissino, Girolamo Giuseppe di Velo, Francesco Quinto, Girolamo Muttoni e Guardinello Bissari nell'esigenza di trasferire il Teatro di Piazza in una sede più ampia. La costruzione fu maggiormente motivata anche dall'improvvisa distruzione del Teatro delle Grazie, allora il teatro principale "alla moda" di Vicenza, a causa di un rogo che nella notte del 24 settembre 1783 aveva divorato completamente l'edificio. I progetti per la costruzione del nuovo teatro furono affidati all'architetto veneziano Antonio Mauri, già noto per la costruzione di altri teatri. La facciata fu realizzata su disegno di Ottavio Bertotti Scamozzi.
Il 10 luglio 1784 venne inaugurato con il dramma L'Olimpiade di Domenico Cimarosa su libretto di Pietro Metastasio (anche se inizialmente era stato scelto come compositore Giovanni Battista Borghi, il quale a causa di un malessere dovette rifiutare). L'opera ebbe grande successo e rese famosa l'inaugurazione del nuovo palcoscenico vicentino in tutta Italia.
Il teatro contava 1200 posti, 600 nei palchi, 350 in platea e 250 nel loggione, quest'ultimo estremamente particolare perché ricavato nella soffitta del teatro. Il palcoscenico era alto 8,3 metri, largo 10,2 metri e profondo 14 metri. Inoltre il teatro non disponeva di una fossa per l'orchestra.
Secondo quanto è possibile leggere in un documento datato 13 settembre 1851 (Stabilimento tipo-lit og. provinciale di G. Longo), l'Eretenio teatro fu sottoposto in quegli anni ad un profondo restauro ed un ampliamento sotto la direzione dell'ingegnere Giovanni Barucco. In questo restauro venne rimosso lo sfarzoso lampadario al centro della volta della sala.
Superato in grandezza dal Teatro Verdi, il teatro riuscì a resistere alla concorrenza di quest'ultimo grazie alla straordinaria acustica di cui era dotato, che permetteva di sentire anche i più timidi respiri degli attori fino al loggione.
La sera del 2 aprile 1944, alle 21:30, le bombe lanciate dagli anglo-americani sulla città colpirono anche il teatro, di cui rimasero in piedi solamente i muri perimetrali; la stessa sorte colpì il Teatro Verdi, distante circa quattrocento metri.
Sul sedime del teatro Eretenio è collocato il parcheggio omonimo, dove sono ancora visibili parti delle fondazioni, della facciata e l'ingresso del loggione, situato in Contrà delle Grazie.

## Prime assolute
- L'Olimpiade di Domenico Cimarosa (1784)
- Didone abbandonata di Giuseppe Gazzaniga (1788)
- Giovanna d'Arco, ossia La pulcella d'Orléans di Gaetano Andreozzi (1789)
- Ezio di Angelo Tarchi (1789)
- La morte di Cleopatra di Sebastiano Nasolini (1791)
- Chi vuol non puole di Dominique Della-Maria (1795)
- Il ritorno di Serse di Vittorio Trento (1800)
- Il pranzo inaspettato di Giuseppe Farinelli (1804)
- L'incognito di Francesco Gnecco (1805)
- Il matrimonio in contrasto di Pietro Generali (1809)
- Francesca da Rimini di Feliciano Strepponi (1823)
- Emilia di Francesco Canneti (1830)
- Il matrimonio contrastato di Francesco Canneti (1832)
- Francesca da Rimini di Francesco Canneti (1843)
- Adelchi di Giuseppe Apolloni (1852)
- La duchessa di Bracciano di Francesco Canneti (1858)
- Leila di Antonio Coronaro (1880)
- La maliarda di Antonio Coronaro (1884)
- L'amore di un angelo di Andrea Ferretto (1893)
- Juana di Arrigo Pedrollo (1914)